# Leonard Gerard Boldingh
Leonard Gerard Boldingh (Den Haag, 4 april 1911 – Meppel, 21 november 1999) was een Nederlands politicus van de VVD.
Hij werd geboren als zoon van Gerardus Diedericus Boldingh (1879-1931) en Sara Louisa Winkelman (*1885). Zijn vader was architect maar hij ging zelf Indologie studeren aan de Rijksuniversiteit Leiden. Hij is daar in 1932 afgestudeerd en kort voordat hij in Nederlands-Indië ging werken trouwde hij met de toen nog maar 17-jarige Elfriede Klara Gertrud Knoch (1915-1954). Hij ging werken als administratief ambtenaar bij het Binnenlands Bestuur voor het gouvernement van Atjeh en onderhorigheden. In 1936 volgde promotie tot controleur en begin 1939 werd hij benoemd tot controleur eerste klasse. Daarna mocht hij voor verlof acht maanden naar Nederland maar door de inval van Nazi-Duitsland in mei 1940 kon hij niet meer terugkeren naar Nederlands-Indië. Hij was tot 1944 geïnterneerd en in 1945 ging hij naar Australië waar hij ging werken bij de Nederlands-Indische regering in ballingschap. Op Ambon was hij nog enige tijd 'commanding officer' bij de NICA en vervolgens was hij assistent-resident in Zuid Nieuw-Guinea (1946-1949) en Oost-Java (1949-1950). Na verlof in Nederland werd hij hoofdambtenaar ter beschikking van de gouverneur van Nederlands-Nieuw-Guinea dat na de onafhankelijkheid van Indonesië een overzees gebiedsdeel bleef van het Koninkrijk der Nederlanden. Later werd hij daar directeur van Sociale Zaken en Justitie. Begin 1963 (de overdracht van Nederlands-Nieuw-Guinea aan Indonesië was toen al in gang gezet) keerde hij vanuit Hollandia terug naar Nederland. In april 1963 werd Boldingh burgemeester van Steenwijkerwold wat hij zou blijven tot die gemeente in 1973 opging in de nieuwe gemeente Steenwijk. Hij overleed eind 1999 op 88-jarige leeftijd.